# Buda (obwód czerniowiecki)
Buda (ukr. Буда) – wieś na Ukrainie, w obwodzie czerniowieckim,  w rejonie nowosielickim.